# Kaspar Germann
Kaspar Germann (* 21. April 1914 in Breslau; † 20. Juni 1985 in Frankfurt/Oder) war ein deutscher Schriftsteller in der DDR.

## Leben und Werk
Germann war der Sohn eines Lehrers. Er absolvierte eine Hochschule für Lehrerbildung und war danach Lehrer. 1941 wurde er zur Wehrmacht einberufen. Er nahm am Zweiten Weltkrieg teil und geriet in französische Gefangenschaft. Nach der Entlassung arbeitete er von 1948 bis 1951 als Lehrer in Finowfurt. Daneben betätigte er sich schriftstellerisch.
Von 1951 bis 1962 lebte er als freischaffender Schriftsteller in Grunow, ab 1963 in Strausberg und ab 1967 in Frankfurt/Oder. Dort war er außerdem Mitarbeiter der Kulturleitung des VEB Halbleiterwerk Frankfurt. Er war Mitglied des Schriftstellerverbands der DDR.
Germann wohnte zuletzt im Altersheim Südring.

## Werke (unvollständig)
- Beweis an der Oder (1953, in Aufwind, Endspurt, linker Haken; Mitteldeutscher Verlag; Sport-Erzählungen)
- Woltersheimer Liebesgeschichten (1953, Thüringer Volksverlag; Erzählungen)
- Das Bildnis der Lukretia (1957, Verlag der Nation; Erzählung um Lukas Cranach d. Ä.)
- Helga und andere Schulgeschichten (1957, Volksverlag Weimar)
- Natürlich die Nelli (1958, Szenarium für einen Kinderfilm)
- Die Chopinprobe (1964, Verlag der Nation; Reportage)
- Das unruhige Jahr (1965, Verlag der Nation; Roman)
- Leinefelder Suite (1956, Reportage; in Neue Deutsche Literatur, 4/1965)
- Der Weg aus den Kasematten (1968, Der Kinderbuchverlag Berlin; Erzählung um August Bebel)
- Besuch im Halbleiterwerk Frankfurt (1969, Reportage; im Almanach für Mädchen Die Zaubertruhe des Kinderbuchverlags Berlin, Band 15)
- Licht aus Kaschino (1970, biografische Skizze)

### Hörspiel
- 1959: Als Kasper Germann: Ferien mit Ebbo – Regie: Theodor Popp (Original-Hörspiel – Rundfunk der DDR; Erstsendung: 31. Mai 1959)[1]

## Weblink
- https://www.literaturport.de/literaturlandschaft/autoren-berlinbrandenburg/autor/kaspar-germann/